# دونالد أوليفر
دونالد أوليفر (بالإنجليزية: Donald Oliver)‏ هو سياسي كندي، ولد في 16 نوفمبر 1938 في كندا. حزبياً، نشط في حزب المحافظين الكندي. وقد انتخب عضو مجلس الشيوخ الكندي.